# رابرت آر. ردفیلد
رابرت رِی ردفیلد جونیور (Robert Ray Redfield Jr) (زاده ۱۰ ژوئیه ۱۹۵۱) ویروس‌شناسی اهل آمریکا است. او مدیر فعلی مرکز کنترل و پیشگیری از بیماری‌ها (CDC) و همچنین آژانس مواد سمی و ثبت بیماری‌ها (ATSDR) است او از مارس ۲۰۱۸ در هر دو سمت مشغول به کار است.